# Sete Barras
Sete Barras este un oraș în São Paulo (SP), Brazilia.